# Tesseract
Een tesseract is een een hyperkubus in vier dimensies.
De opeenvolgende dimensies beschouwend, kan met een punt worden begonnen, een object zonder dimensie. Worden twee punten op een afstand van elkaar gelegd en met elkaar verbonden, dan ontstaat er een lijnstuk, een object van één dimensie. In twee dimensies ontstaat daarna een vierkant en in drie dimensies een kubus. Dat kunnen mensen voor zich zien. In een vierdimensionale ruimte ontstaat daarna een tesseract, een hyperkubus in vier dimensies, maar die kunnen mensen zich niet inbeelden.
| Afbeeldingen |  |  |
|              |  |  |

## Overige
- Tesseract is vrije software voor optical character recognition.

websites
- MathWorld. Tesseract.